# Roland Dyens
Roland Dyens (19 oktober 1955 - 29 oktober 2016) was een Frans klassiek gitarist, componist en arrangeur.

## Leven en carrière
Dyens werd geboren in Tunesië en woonde het grootste deel van zijn leven in Parijs. Hij studeerde bij de Spaanse klassieke gitaristen Alberto Ponce  en Désiré Dondeyne.
Als artiest stond Dyens bekend om zijn improvisatie. Soms opende hij zijn concerten met een geïmproviseerd stuk en soms improviseerde hij ook het programma zelf, zonder vooraf te plannen of aan te kondigen wat hij zou gaan spelen. Hij zei dat een journalist hem ooit had verteld dat hij de handen van een klassieke muzikant had, maar de geest van een jazzmuzikant. Zo speelde hij Bachsuites en speelde hij met jazzmuzikanten op het Arvika Festival in Zweden. Een heavymetalband speelde een versie van het derde deel van zijn Libra Sonatine .
Dyens bracht verschillende boeken met arrangementen uit, met niet alleen klassieke muziek van Fernando Sor, maar ook de Braziliaanse muziek van Heitor Villa-Lobos, jazzstandards van Thelonious Monk, de Franse pop van Édith Piaf en de zigeunerjazz van Django Reinhardt.
Tango en Skaï (1985), is een van zijn bekendste stukken, maar wat ook veel gespeeld wordt is het meer uitgebreide Libra Sonatine (1986), wat geschreven is in drie delen: "India", "Largo" en "Fuoco". Dyens componeerde het stuk nadat hij een hartoperatie had gehad. "De drie gedeeltes zijn een expliciete weergave van die zeer specifieke periode van mijn leven: eerst het chaotische India (vóór de operatie), vervolgens de Largo (tijdens de operatie) en ten slotte de Fuoco, waarin de ongeremde ritmes een ware incarnatie van mijn terugkeer tot leven voorstellen (en verschillende gitaristen spelen dit laatste deel vaak als een onafhankelijk stuk) ", zei Dyens. "Skaï" is Frans informeel taalgebruik voor imitatieleer en verwijst hier naar de gaucho's (cowboys) in Argentinië en Zuid-Brazilië die bekend staan om hun leren outfits.
Hij doceerde aan het Conservatoire National Supérieur de Musique in de functie die eerder bezet werd door zijn leraar, Alberto Ponce. Dyens stierf 29 oktober 2016 op 61-jarige leeftijd.

## Prijzen en onderscheidingen
- Internationale wedstrijd Città di Alessandria, Italië, 1979
- Grand Prix de Académie Charles Cros, Villa-Lobos-concert voor gitaar en klein orkest [3]

## Geselecteerde lijst van werken
- 20 Lettres Pour Guitare Solo
- Alba Nera (solo gitaar)
- Aria (gitaarkwintet)
- Austin Tango (4 gitaren of ensemble)
- Brésils (4 gitaren of ensemble)
- Chansons françaises Vol.1 (solo gitaar)
- Chansons françaises Vol.1 (solo gitaar - tablatuur)
- Chansons françaises Vol.2 (solo gitaar)
- Citrons doux et le Quatuor Accorde (solo gitaar)
- Concertino de Nürtingen (solo gitaar & gitaarensemble)
- Concerto en si (solo gitaar en gitaarensemble)
- Concerto métis (gitaar & piano)
- Concerto métis (solo gitaar en strijkorkest)
- Concertomaggio (2 gitaren en strijkorkest)
- Comme un rond d'eau (4 gitaren)
- Côté Nord (2 gitaren)
- Côté Sud (gitaaroctet - kwartet mogelijk)
- Eloge de Léo Brouwer (solo gitaar)
- El último recuerdo (solo gitaar)
- Hamsa (4 gitaren of gitaarensemble)
- Hommage à Franck Zappa (solo gitaar)
- Hommage à Villa-Lobos (solo gitaar)
- LB Story (solo gitaar)
- Les 100 de Roland Dyens (solo gitaar)
- Libra Sonatine (solo gitaar)
- Lulla by Melissa (solo gitaar)
- Mambo des Nuances et Lille Song (solo gitaar)
- Mes arrangementen à l'amiable (solo gitaar)
- Muguet et L'Allusive (solo gitaar)
- Rossiniana n°1 d'après Mauro Giuliani (solo gitaar & strijkkwartet)
- Rythmaginaires (gitaaroctet)
- Santo Tirso (solo gitaar)
- Songe Capricorne (solo gitaar)
- Suite Polymorphe (4 gitaren of gitaarensemble)
- Tango en Skaï (solo gitaar & strijkkwartet)
- Tango en Skaï (solo gitaar)
- Triaela (solo gitaar)
- Trois (3) pièces polyglottes - Valse des loges, Flying Wigs & Sols d'Ièze (solo gitaar)
- Trois Saudades
- Valse des anges - Angel's waltz (solo gitaar)
- Valse en skaï (solo gitaar)
- Variations sur un thème de la "Flûte Enchantée" Mozart / Sor (4 gitaren of gitaarensemble)
- Ville d'Avril (4 gitaren of gitaarensemble)
- Ville d'Avril (solo gitaar)

## Geselecteerde discografie
- 1987 Villa-Lobos: Concerto / Suite Populaire Bresilienne / Choros, nr. 1 / Dyens: Hommage a Villa-Lobos
- 1995 Chansons Françaises 1
- 1997 Paris Guitare
- 1999 Nuages: Solo Guitar Works
- 2001 Roland Dyens: Citrons doux
- 2003 Night and Day
- 2007 Rodrigo: Concierto de Aranjuez; Dyens: Concerto métis
- 2007 Sor & Giuliani
- 2009 Naquele Tempo
- 2015 Night and Day / Visite au Jazz[7]